# Гіппа
Гі́ппа (дав.-гр. Ἵππη, також Гіппо, в перекладі «кобилиця») — персонажі давньогрецької міфології:
- Гіппа — дочка кентавра Хірона і Харікло, яка зійшлася на горі Пеліон з Еолом, сином Гіппота[1], і народила Меланіппу. Побоюючись сказати батькові про те, що трапилося, вона побігла в ліси. Оскільки Хірон переслідував її, Гіппа благала до богів, і ті перетворили її на сузір'я Малого Коня[2]. За іншими джерелами була пророчицею, яка розголошувала людям задуми богів, через що її вони перетворили на кобилу. За ще іншими джерелами вона просто перестала полювати і почитати Артеміду, яка й перетворила її на кобилицю.
Імовірно вона є дійовою особою трагедії Евріпіда «Меланіппа мудра».
- Гіппа — дружина Тесея.
- Гиппа — фригійська німфа, годувальниця Діоніса на горі Тмол.